# Urocoras longispinus
Urocoras longispinus är en spindelart som först beskrevs av Kulczynski 1897.  Urocoras longispinus ingår i släktet Urocoras och familjen mörkerspindlar. Inga underarter finns listade i Catalogue of Life.